# Sifilis
Sifilis je spolno prenosiva bolest uzrokovana spirohetom Treponema pallidum podvrste pallidum. Najčešći način prijenosa infekcije je spolnim odnosom; također se može prenijeti s majke na dijete tijekom trudnoće ili porođaja, dovodeći do kongenitalnog sifilisa. Ostale bolesti koje u ljudi uzrokuje srodna Treponema pallidum su frambezija (uzrokovana podvrstom pertenue), pinta (uzrokovana podvrstom carateum) i bedžel (uzrokovana podvrstom endemicum).
Znakovi i simptomi sifilisa ovise o stadiju bolesti (primarni, sekundarni, latentni i tercijarni). Primarni stadij se tipično očituje solitarnim vrijedom, tzv. tvrdim čankirom (bezbolnom ulceracijom kože koja ne svrbi, a rubovi su još na opip čvrsti). Sekundarni sifilis je obilježen difuznim kožnim osipom koji često zahvaća dlanove i tabane, dok u latentnom stadiju sifilisa simptoma nema ili su vrlo oskudni. Tercijarni sifilis je obilježen stvaranjem guma, neurološkim ili srčanim simptomima. Sifilis je poznat pod nazivom "veliki imitator" jer se često očituje atipičnim simptomima. Dijagnoza se obično postavlja pomoću seroloških pretraga krvi, ali se bakterije mogu vidjeti i mikroskopom. Sifilis se učinkovito liječi antibioticima, osobito intramuskularnom primjenom penicilina G (koji se kod neurosifilisa primjenjuje intravenski) ili  ceftriaksona, a u osoba koje su alergične na penicilin, peroralnom primjenom doksiciklina ili azitromicina.
Smatra se da je 1999. godine širom svijeta od sifilisa bolovalo 12 milijuna ljudi, od čega više od 90 % u zemljama u razvoju. Nakon što se dramatično smanjila proširenost bolesti, zbog široke dostupnosti penicilina nakon 1940. godine, u novom se mileniju u mnogim zemljama učestalost povećala, često udružena sa zarazom humanim virusom imunodeficijencije (HIV). Ta se pojava djelomice pripisuje spolnim odnosima bez zaštite u skupini muških homoseksualaca, povećanju promiskuiteta, prostituciji i smanjenoj uporabi mehaničkih sredstava za zaštitu od začeća.
U Hrvatskoj je u 2009. godini prijavljeno 36 oboljelih od sifilisa (stopa 0,9/100.000 stanovnika), a u 2010. godini 18 slučajeva. U ordinacijama opće/obiteljske medicine registrirano je u 2010. godini 95 dijagnoza sifilisa.

## Znakovi i simptomi
Sifilis se može očitovati tijekom jednog od svoja četiri stadija: primarmog, sekundarnog, latentnog i tercijarnog, a može biti i kongenitalan. Sir William Osler ga je nazvao “velikim imitatorom” zbog vrlo različitih načina očitovanja.

### Primarni stadij
Primarni se sifilis tipično prenosi neposrednim spolnim odnosom sa zaraženom osobom. Oko 3 do 90 dana (u prosjeku 21 dan) nakon zaraze, na mjestu ulaska u tijelo se pojavljuje kožna promjena, koja se naziva tvrdi čankir. To je u tipičnom obliku (40 % slučajeva) pojedinačni, čvrsti, bezbolni kožni vrijed koji ne svrbi, a ima čisto i ravno dno i jasne rubove, širine i promjera od 0.3 do 3 cm. Promjena, međutim, može biti i drugačijeg izgleda. U tipičnim slučajevima prvo se pojavljuje makula koja se preko stadija papule razvija do erozije ili ulkusa. Ponekad promjena može biti višestruka (~40 %), što je učestalije uz istovremenu infekciju HIV-om. Promjene mogu biti bolne (30 %), a mogu se razviti i izvan spolnog sustava (2–7 %). U žena je najčešća lokalizacija vrat maternice (44 %), u heteroseksualnih muškaraca su to penis (99 %) i anus, dok je rektum relativno česta lokalizacija u homoseksualnih muškaraca (34 %). U blizini mjesta infekcije često dolazi do povećanja limfnih čvorova (80 %), i to sedam do 10 dana nakon stvaranja vrijeda. Bez liječenja, lezija može potrajati tri do šest tjedana.

### Sekundarni stadij
Sekundarni se sifilis razvija oko četiri do deset tjedana nakon infekcije. Premda je sekundarni stadij sifilisa poznat po vrlo različitim očitovanjima, simptomi se najčešće pojavljuju na koži, sluznicama i limfnim čvorovima. Na trupu i ekstremitetima, uključujući i dlanove i tabane, može postojati simetrični crvenkastoružičasti osip koji ne svrbi. Osip može postati makulopapularan ili pustulozan. Na sluznicama se mogu stvarati plosnate, bjelkaste, bradavičaste tvorbe koje se nazivaju ravnim kondilomima ili lat. conylomata lata. Sve ove promjene sadrže bakterije i zarazne su. Drugi simptomi mogu biti vrućica, grlobolja, malaksalost, mršavljenje, gubitak kose i glavobolja. Simptomi koji su rijetkost su hepatitis, bolest bubrega, artritis, periostitis, neuritis vidnog živca, uveitis i intersticijski keratitis. Akutni se simptomi obično povlače nakon tri do šest tjedana, ali se u oko 25 % bolesnika pojavljuju recidivi ovih simptoma. Mnogi bolesnici koji imaju simptome sekundarnog sifilisa (40–85 % žena, 20–65 % muškaraca) ne opisuju prethodnu pojavu klasičnog tvrdog vrijeda primarnog sifilisa.

### Latentni stadij
Latentni je sifilis obilježen serološkim znakovima infekcije, bez pojave simptoma bolesti. U SAD-u se nadalje opisuje ili kao rani (kad je od sekundarnog stadija proteklo manje od jedne godine) ili kao kasni (kad je od sekundarnog stadija proteklo dulje od jedne godine). U Velikoj Britaniji se granicom između ranog i kasnog latentnog stadija sifilisa smatraju dvije godine. U ranom stadiju latentnog sifilisa može doći do recidiva simptoma. Kasni stadij latentnog sifilisa je asimptomatski, a bolesnik nije tako zarazan kao u ranom stadiju latentnog sifilisa.

### Tercijarni stadij
Tercijarni se sifilis može razviti oko 3 do 15 godina nakon infekcije, a može se podijeliti u tri različita oblika: gumozni sifilis (15 %), kasni neurosifilis (6,5 %) i kardiovaskularni sifilis (10 %). Bez liječenja, tercijarni se sifilis razvija u oko trećine zaraženih osoba. Bolesnici s tercijarnim sifilisom nisu zarazni.
Gumozni sifilis ili kasni benigni sifilis se obično razvija 1 do 46 godina nakon zaraze, u prosjeku nakon 15 godina. Ovaj je stadij obilježen stvaranjem kroničnih promjena guma (patologija), koje su mekana područja nekroze tkiva okružena kroničnom granulomatoznom upalnom reakcijom, a različite su veličine i nalik na tumor. Tipično se razvijaju u koži, kostima i jetri, ali se mogu razviti bilo gdje u tijelu.
Neurosifilis se odnosi na infekciju koja zahvaća središnji živčani sustav. Do nje može doći rano u tijeku bolesti, bez simptoma ili u obliku sifilitičnog meningitisa, ili kasno u tijeku bolesti, u obliku meningovaskularnog sifilisa, opće pareze ili tabes dorsalisa, što je povezano s poremećajima ravnoteže i sijevajućim bolovima u nogama.Kasni se neurosifilis tipično razvija 4 do 25 godina nakon zaraze. Meningovaskularni sifilis se tipično očituje apatijom i konvulzijama, te općom parezom s demencijom i tabes dorsalisom. Također se može pojaviti promjena zjenica, Argyll Robertsonove zjenice, obilježena obostrano malenim zjenicama koje se sužavaju prilikom gledanja u blize predmete, ali ne i pri odgovoru na jaku svjetlost.
Kardiovaskularni sifilis se obično razvija 10–30 godina nakon zaraze. Najčešća mu je komplikacija sifilitični aortitis, koji može dovesti do razvoja aneurizme.

### Kongenitalni sifilis
Kongenitalni sifilis može nastati tijekom trudnoće ili porođaja. Dvije trećine sifilitične djece se rađa bez simptoma bolesti. Česti simptomi koji se razvijaju tijekom nekoliko prvih godina života su:hepatosplenomegalija (70 %), osip (70 %), vrućica (40 %), neurosifilis (20 %) i pneumonitis (20 %).Ako se ne liječi, u 40 % takve djece se može razviti kasni kongenitalni sifilis, a obuhvaća između ostaloga: deformaciju korijena nosa sedlasti nos, Higoumenakisov znak, sabljastu potkoljenicu ili Cluttonove zglobove.

## Uzrok

### Bakteriologija
Treponema pallidum podvrsta pallidum je bakterija spiralnog oblika koja je Gram-negativna i vrlo pokretljiva. Preostale tri bolesti koje u ljudi mogu uzrokovati bakterije srodne Treponemi pallidum, su frambezija (podvrsta pertenue), pinta (podskupina carateum) i bedžel (podvrstaendemicum). Za razliku od podvrste pallidum, one ne uzrokuju neurološku bolest. Ljudi su jedini poznati prirodni rezervoar podvrste pallidum. Ona bez domaćina ne može preživjeti dulje od nekoliko dana. Razlog tome je njezin kratki genom (1.14 MDa) koji ne može uspostaviti metaboličke putove nužne za stvaranje svih potrebnih makronutrijenata. Vrijeme podvostručenja je dugo, dulje od 30 sati.

### Prijenos
Sifilis se prenosi spolnim odnosom ili tijekom trudnoće s majke na fetus; spirohete mogu ući u tijelo kroz neoštećene sluznice ili kroz oštećenu kožu. Zbog toga se bolest može prenositi ljubljenjem blizu lezije, kao i oralnim, vaginalnim i analnim spolnim odnosom. Oko 30 do 60 % osoba izloženih primarnom ili sekundarnom sifilisu će se zaraziti ovom bolešću. Zaraznost ove bolesti naglašava činjenica da u osobe zaražene sa samo 57 bakterija postoji 50 %-tna mogućnoat zaraze. Većina (60 %) novih slučajeva u SAD-u se pojavljuje u homoseksualnih muškaraca. Bolest se može prenijeti putem krvnih derivata. Međutim, oni se u mnogim zemljama prije primjene testiraju, tako da je opasnost od zaraze malena. Čini se da je opasnost od prijenosa putem zajedničkih igala ograničena. Do zaraze sifilisom ne može doći putem zahodskih dasaka, dnevnih aktivnosti, toplih kupki ili zajedničkog jedaćeg pribora i odjeće.

## Dijagnoza
Dijagnozu sifilisa je u ranom stadiju teško postaviti. Ona se potvrđuje ili pomoću pretraga krvi ili neposrednim pronalaženjem pomoću mikroskopa. Pretrage krvi koriste se češće, jer se lakše izvode. Dijagnostičkim testovima nije moguće razlikovati o kojem se stadiju bolesti radi.

### Pretrage krvi
Pretrage krvi se dijele na netreponemske testove na sifilis i na treponemske testove. Netreponemski se testovi izvode na početku obrade i obuhvaćaju venereal disease research laboratory (VDRL) i brzi plazma reagin test. Međutim, jer su ovi testovi ponekad lažno pozitivni, potrebno je nalaz potvrditi treponemskim testom, poput eng.treponemal pallidum particle agglutination(TPHA) ili fluorescent treponemal antibody absorption test (FTA-Abs). Do lažno pozitivnih nalaza netreponemskih testova mogu dovesti neke virusne infekcije, poput vodenih kozica i ospica, kao i limfom, tuberkuloza, malarija, endokarditis, bolest vezivnog tkiva i trudnoća. Testovi na treponemska protutijela obično postaju pozitivni dva do pet tjedana nakon zaraze. Dijagnoza neurosifilisa se postavlja na osnovi nalaza velikog broja leukocita (pretežno limfocta) i visokih razina bjelančevina u cerebrospinalnoj tekućini, a u okolnostima poznate zaraze sifilisom.

### Direktne metode dokazivanja
Pretragom uzorka serozne tekućine iz tvrdog vrijeda mikroskopiranjem u tamnom polju dijagnoza se može postaviti odmah. Međutim, bolnice ne posjeduju uvijek opremu ni iskusno osoblje, a pretragu se treba učiniti najkasnije 10 minuta nakon uzimanja uzorka. Opisana osjetljivost i specifičnost ove pretrage iznosi oko 80 %, stoga se njome dijagnoza može samo potvrditi, ali ne i isključiti. Na uzorku iz vrijeda mogu se učiniti još dvije pretrage: direktna imunofluorescencija i lančana reakcija polimerazom. Kod direktne imunofluorescencije se koriste protutijela obilježena fluoresceinom, koja se vežu na specifične bjelančevine bakterija, dok se pretrage pomoću amplifikacije nukleinskih kiselina, poput lančane reakcije polimerazom zasnivaju na otkrivanju specifičnih gena bakterija. Ove pretrage ne ovise toliko o vremenu izvođenja nakon uzimanja uzorka, jer za njih nije potrebno prisustvo živih bakterija u njemu.

## Prevencija
Godine 2010., još nije postojalo učinkovito cjepivo. Suzdržavanje od spolnih odnosa sa zaraženom osobom je učinkovito u smanjenju širenja sifilisa, isto kao i pravilna uporaba prezervativa. Međutim, uporaba prezervativa ne predstavlja potpunu zaštitu od infekcije. Zbog toga Centers for Disease Control and Prevention preporučuje dugoročnu, uzajamno monogamnu vezu s nezaraženim partnerom, kao i izbjegavanje uzimanja alkoholnih pića i droga koje povećavaju rizično spolno ponašanje.
Kongenitalni sifilis se u novorođenčadi može prevenirati probirom majki tijekom rane trudnoće i liječenjem onih koje su zaražene. United States Preventive Services Task Force (USPSTF) preporučuje opći probir svih trudnica, dok Svjetska zdravstvena organizacija preporučuje testiranje svih žena prilikom prvog pregleda u trudnoći, te ponovno u trećem tromjesečju. Ako je nalaz pozitivan, preporučuje se liječenje oba partnera. Međutim, kongenitalni je sifilis još učestao u zemljama u razvoju, jer mnogim ženama nije dostupna antenatalna skrb, a antenatalna skrb koja se pruža ne obuhvaća i probir na sifilis, te se ponekad pojavljuje i u razvijenim zemljama, jer je za žene, za koje je vjerojatnost zaraze sifilisom najveća (ovisnice o drogama i sl.), i vjerojatnost odgovarajućeg praćenja trudnoća najmanja. Čini se kako je u zemljama s niskom do srednjim dohotkom za smanjivanje učestalosti kongenitalnog sifilisa učinkovit niz mjera kojima se povećava pristupačnost testiranja.
U mnogim zemljama, uključujući Kanadu, Europsku uniju, i Sjedinjene Američke Države  sifilis je bolest koja se prijavljuje. To znači da zdravstveni radnici o njoj moraju obavijestiti organizacije javnog zdravstva, koje, u idealnim okolnostima obavještavaju o tome spolne partnere oboljele osobe. Liječnici također trebaju poticati bolesnike da upute svoje partnere na liječenje. CDC preporučuje da se spolno aktivni homoseksualci testiraju barem jednom godišnje.

## Liječenje

### Rani stadij infekcije
Lijek izbora za nekomplicirani sifilis i dalje je jedna doza intramuskularno primijenjenog benzilpenicilina ili jedna doza peroralno primijenjenog azitromicina. Druge mogućnosti su primjena doksiciklina i tetraciklina, ali se ona, zbog opasnosti od kongenitalnih malformacija, u trudnica ne preporučuje. Otpornost na antibiotike je uočena na niz lijekova, uključujući makrolide, klindamicin i rifampicin. Ceftriakson, cefalosporinski antibiotik treće generacije može biti jednako učinkovit kao i liječenje penicilinom.

### Kasni stadij infekcije
Zbog lošeg prelaska penicilina G u središnji živčani sustav, preporučuje se liječenje neurosifilisa intravenskom primjenom velikih doza penicilina tijekom najmanje 10 dana. Ako je bolesnik alergičan, može se primijeniti ceftriakson ili se može pokušati hiposenzibilizacija na penicilin. Ostali kasni znakovi bolesti se mogu liječiti intramuskularnom primjenom penicilina G tijekom tri tjedna. U slučaju alergije, kao i u ranom stadiju bolesti, može se primijeniti doksiciklin ili tetraciklin, ali tijekom duljeg vremenskog razdoblja. Liječenje u ovom stadiju ograničava napredovanje bolesti, ali ima vrlo mali učinak na već nastala oštećenja.

### Jarisch-Herxheimerova reakcija
Jedan od mogućih neželjenih učinaka liječenja je Jarisch-Herxheimerova reakcija. Ona često započinje za jedan sat i traje 24 sata, a simptomi su vrućica, boli u mišićima, glavobolja i tahikardija. Uzrokovana je citokinima koje stvara imunosni sustav kao reakciju na lipoproteine nastale raspadanjem bakterija.

## Epidemiologija
| ██ bez podataka ██ <35 ██ 35-70 ██ 70-105 ██ 105-140 ██ 140-175 ██ 175-210 | ██ 210-245 ██ 245-280 ██ 280-315 ██ 315-350 ██ 350-500 ██ >500 |

Smatra se da je sifilisom, u 1999. godini bilo zaraženo 12 milijuna ljudi, od čega je više od 90 % slučajeva bilo u zemljama u razvoju. Godišnje od njega boluje između 700000 i 1.6 milijuna trudnica dovodeći do spontanih pobačaja, mrtvorođenosti i kongenitalnog sifilisa. U subsaharskoj Africi, sifilis uzrokuje oko 20 % slučajeva perinatalnih smrti. Stope su proporcionalno veće među uživaocima intravenskih droga, osoba zaraženih HIV-om i homoseksualaca. U 2007. godini, u Sjedinjenim Američkim Državama stope zaraženosti sifilisom bile su šest puta veće u muškaraca nego u žena, dok su 1997. godine bile skoro jednake. Godine 2010. skoro polovicu zaraženih činili su amerikanci afričkog podrijetla.
Sifilis je u Europi bio vrlo učestao tijekom 18. i 19. stoljeća. U razvijenim zemljama se infekcija brzo prorijedila početkom 20. stoljeća, zbog raširene primjene antibiotika, sve do 1980-ih i 1990-ih godina. Od 2000. godine stope zaraženosti sifilisom se u SAD-u, Kanadi, Velikoj Britaniji, Australiji i Europi povećavaju, ponajprije među homoseksualcima. Stope zaraženosti sifilisom među američkim ženama su ostale jednake, a među britanskim ženama su se povećale, no manje nego u mušakaraca. Od 1990-tih godina do povećanja stopa zaraženosti u heteroseksualaca došlo je u Kini i Rusiji. Ovo se pripisuje spolnom promiskuitetu, prostituciji i spolnim odnosima bez mehaničke zaštite.
Smrtnost od neliječenog sifilisa iznosi od 8 % do 58 %, a veća je u muškaraca. Simptomi sifilisa su tijekom 19. i 20. stoljeća postali blaži, djelomice zbog široke dostupnosti učinkovitog liječenja, a djelomice zbog manje virulencije spiroheta. Uz rano liječenje, komplikacija je malo. Sifilis povećava opasnost od prijenosa HIV-a dva do pet puta, a istovremena infekcija je česta (30–60 % u nizu gradskih centara).

## Povijest
Točno podrijetlo sifilisa je nepoznato. Prema jednoj pretpostavci, sifilis je u Europu donijela posada s putovanja Kristofora Kolumba iz  Amerike, dok je prema drugoj sifilis i prije toga postojao u Europi, ali je bio neprepoznat. Ove se pretpostavke nazivaju "Kolumbovskom" i "pred-Kolumbovskom". Dostupni dokazi govore u prilog Kolumbovskoj pretpostavci. Prvi pisani dokazi o izbijanju sifilisa u Europi datiraju iz 1494./1495. u Napulju, tijekom francuske invazije. Budući da su je, po povratku, prenosili francuski vojnici, u početku je bio poznat kao "francuska bolest", koji se naziv još tradicionalno koristi. Godine 1530. naziv "sifilis" po prvi puta je upotrijebio talijanski liječnik i pjesnik Girolamo Fracastoro u naslovu svoje pjesme na latinskom, pisane u daktiličkom heksametru, a koja opisuje širenje bolesti u Italiji. U povijesti medicine poznat je i naziv "Velike boginje".
Uzročnika, Treponema pallidum, prvi su, 1905. godine opisali Fritz Schaudinn i Erich Hoffmann. Prvi učinkoviti lijek, (Salvarsan) razvio je 1910. Paul Ehrlich, nakon čega su uslijedila istraživanja penicilina i potvrda njegove učinkovitosti, godine 1943. Prije pronalaska učinkovitog liječenja često je korištena živa i izolacija bolesnika, pri čemu su učinci liječenja često bili teži nego sama bolest. Smatra se da su mnoge poznate povijesne ličnosti, kao Franz Schubert, Arthur Schopenhauer, Edouard Manet i Adolf Hitler, bolovali od sifilisa.
Hidejo Noguchi bio je japanski bakteriolog koji je otkrio Treponemu pallidum, uzročnika sifilisa, u moždanom tkivu bolesnik koji su bolovali od djelomične paralize zbog meningoencefalitisa.

## Društvo i kultura

### Umjetnost i književnost
Prvo europsko umjetničko djelo s prikazom sifilisa je “Sifilitičar” Albrechta Dürera, drvorez za koji se smatra da prikazuje Landsknechta, sjevernoeuropskog plaćenika. Mit o femme fatale ili "otrovnoj ženi" iz 19. stoljeća vjerojatno dijelom potječe od zaraza sifilisom, uključujući i klasične primjere iz književnosti u koje spada i John Keatsova La Belle Dame sans Merci.
Slikar Jan van der Straet je oslikao scenu u kojoj bogataša liječe od sifilisa tropskim drvetom gvajakom, oko godine 1580. Naslov djela je "Priprava i primjena gvajaka u liječenju sifilisa". Činjenica da je slikar ovu sliku uključio u niz radova koji slave Novi svijet ukazuje na važnost liječenja sifilisa za europske bogataše toga vremena, premda je ono bilo neučinkovito. Koloristički i pojedinostima obilujuća slika prikazuje četiri sluge koji pripremaju napitak, dok ih promatra liječnik koji nešto krije iza leđa, a nesretni bolesnik ispija lijek.

### Istraživanja Tuskegee i Guatemala
Jedno od najozloglašenijih istraživanja od strane Sjedinjenih Američkih Država upitne medicinske etike u 20. stoljeću bilo je istraživanje sifilisa u Tuskegeeju. Istraživanje se odvijalo u mjestu Tuskegee u Alabami, pod pokroviteljstvom U.S. Public Health Service (PHS), a u zajednici s Tuskegee Institutom. Istraživanje je započelo 1932., kada je sifilis bio rasprostranjeni zdravstveni problem, a nije postojalo sigurno i učinkovito liječenje. Istraživanje je bilo usmjereno na praćenje razvoja neliječenog sifilisa. Do 1947. penicilin je prihvaćen kao učinkoviti lijek protiv sifilisa i sve šire primjenjivan za njegovo liječenje. Voditelji istraživanja su, međutim, nastavili s njegovim provođenjem te nisu sudionicima ponudili liječenje penicilinom. Ova je tvrdnja sporna, a otkriveno je kako je u mnogih sudionika primijenjeno liječenje penicilinom. Istraživanje je okončano tek 1972.
Eksperimenti sa sifilisom provođeni su i u Guatemali od 1946. do 1948. Sjedinjene Američke Države  potpomagale su istraživanja na ljudima, provođena za vrijeme vlade Juana Joséa Arévala, uz podršku nekih guatemalskih ministara zdravlja i političara. Liječnici su zaražavali vojnike, zarobljenike i psihičke bolesnike sifilisom i drugim spolno prenosivim bolestima bez informiranog pristanka sudionika, a potom ih liječili antibioticima. U listopadu 2010. Sjedinjene su se Države službeno ispričale Guatemali zbog provođenja ovih eksperimenata.

## Vanjske poveznice
- "Syphilis - CDC Fact Sheet" Centers for Disease Control and Prevention (CDC)
- UCSF HIV InSite Knowledge Base Chapter: Syphilis and HIV  Arhivirana inačica izvorne stranice od 20. siječnja 2013. (Wayback Machine)

|  | Molimo pročitajte upozorenje o korištenju medicinskih informacija. Ne provodite liječenje bez savjetovanja s liječnikom! |